# San Giorgio che uccide il drago
San Giorgio che uccide il drago è un dipinto a tempera e oro su tavola (90x46 cm) di Carlo Crivelli, datato 1470 e conservato nell'Isabella Stewart Gardner Museum di Boston. Era lo scomparto destro del Polittico di Porto San Giorgio.

## Storia
La tavola venne riconosciuta come scomparto laterale del polittico da Philip Hendy nel 1931, sulla base della descrizione di Amico Ricci del 1834, e vi associò subito i Santi Pietro e Paolo della National Gallery di Londra. Il polittico era stato commissionato nel 1469/1470 da Giorgio, albanese emigrato in Italia pochi anni prima e capostipite della nobile famiglia Salvadori, che possedette il polittico per secoli.
Nel 1803 la vecchia parrocchiale di Porto San Giorgio fu demolita e il polittico trasferito nel chiesa del Suffragio, sede provvisoria delle attività liturgiche. Nel 1832 il dipinto era conservato in casa Salvadori, nell'attesa che la nuova chiesa fosse terminata; qui lo vide e la descrisse il Maggiori e pochi anni dopo (1834) Amico Ricci lo ricordò già nella nuova parrocchiale, anche se gli mutilo di alcune tavole del registro superiore. Poco dopo sull'altare venne posta una statua di San Giorgio e i pannelli restanti del polittico vennero restituiti alla famiglia. L'anno successivo, nel 1835, l'opera era già stata trasportata a Roma e, ormai smembrata, fu venduta da Luigi Salvadori al collezionista dell'ambasciata portoghese Hudson per 90 scudi. Il priore del Comune di Porto San Giorgio però, che evidentemente rivendicava la proprietà del polittico, avviò una controversia col Salvadori contestando l'atto di vendita, che si risolse con un nuovo pagamento, questa volta di trecento scudi: è evidente come il lavoro artistico fosse visto esclusivamente come bene di scambio con cui battere cassa, senza alcun interesse per la sua salvaguardia. Passato nella collezione Ward (poi Dudley), venne qui visto da Waagen; Fu poi esposto nell'Egyptian Hall a Londra, dove lo videro Crowe e Cavalcaselle. Nel 1876 alla vendita della collezione Dudley  a Londra fu acquistato da Martin Colnaghi e quindi disperso in varie raccolte.
San Giorgio che uccide il drago in particolare finì nella collezione Leyland di Londra e poi in quella Stuart, nel 1892. Nel 1895 finì in America, di nuovo da Colnaghi, e nel 1897 fu acquistato da Isabella Stewart Gardner su suggerimento di Bernard Berenson.
Il polittico venne temporaneamente riunito alla mostra monografica sull'artista a Venezia nel 1961.

## Descrizione e stile
San Giorgio, oltre che titolare della chiesa, era protettore della cittadina di Porto San Giorgio, il cui castello, proprio dedicato al santo cavaliere, si intravede sullo sfondo. Questo spiega la preminenza del santo che, con una storia figurata (rara nella produzione di Crivelli) occupa un intero scomparto del polittico.
Su un cavallo impennato, che ricorda da vicino la posa di quello nelle ante dell'organo del Duomo di Ferrara di Cosmè Tura, Giorgio si erge preparandosi a sferrare con la spada il colpo finale sul drago, che ha già la lancia spezzata a trafiggergli le fauci e il collo. Vigorosa è l'azione, nonostante l'esilità del giovane fisico di Giorgio, resa vibrante dall'uso di linee di forza spezzate e dai contrasti espressivi, tra il cavallo e il mostro in tensione e la calma  del santo, consapevole della vittoria in nome di Dio. Più in alto, a sinistra, la principessa prega per la riuscita dell'impresa.
Colpisce la sfavillante decorazione, specialmente nell'armatura del cavaliere e nelle bardature del cavallo, dove furono spesso utilizzati effetti a rilievo tramite applicazioni a pastiglia.  Gli spigoli dell'armatura sono ripresi nelle torri appuntite del castello in collina, dall'aspetto fiabesco.
La mancanza di resa atmosferica tipica di Crivelli (la scena appare come "sotto vuoto", dove non circola l'aria) è ripagata dalla raffinata modellazione di luci e ombre, derivante dalla diretta osservazione della natura e capace di dare all'insieme un effetto di splendore metallico.

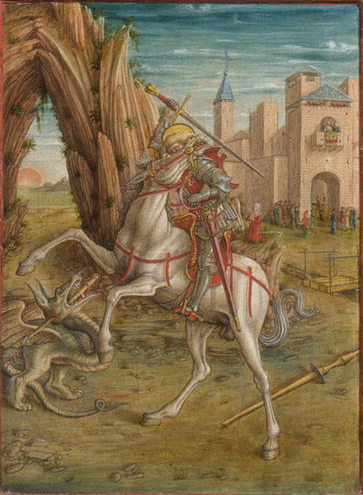
San Giorgio nella predella della Pala Ottoni (1490-1492 circa)